# Alice Saunier-Seïté
Alice Louise Saunier-Seïté (Geburtsname: Alice Louise Saunier, während ihrer ersten Ehe Alice Picard; * 26. April 1925 in Saint-Jean-le-Centenier, Département Ardèche; † 4. August 2003 in Paris) war eine französische Geographin, Historikerin, Hochschullehrerin und Politikerin (UDF-PR), die Staatssekretärin sowie zwischen 1978 und 1981 erste Ministerin für Universitäten war. 1981 war sie ferner für kurze Zeit Beigeordnete Ministerin beim Premierminister für Familie und Frauen. Sie war ferner die erste Frau als Dekanin einer Fakultät und als Rektorin einer Académie (regionalen Bildungsbehörde) in Frankreich. Saunier-Seïté lehrte von 1981 bis 1994 als Professorin für geographische Raumorganisation am Conservatoire national des arts et métiers.

## Akademische Karriere
Alice Saunier wuchs als Tochter eines Bäckers in einem kleinen Dorf im Département Ardèche auf. Sie absolvierte ihre schulische Ausbildung am Lycée in Tournon-sur-Rhône und ging dann an das Pädagogische Institut in Valence, um Lehrerin zu werden. In der Zeit der deutschen Besetzung Frankreichs engagierte sie sich in der Widerstandsbewegung der Résistance. Nach dem Zweiten Weltkrieg nahm sie 1945 ein Studium an der Universität Paris (Sorbonne) auf, das sie mit einer Licence in Geographie abschloss. Zusätzlich erwarb sie ein Russisch-Diplom der École spéciale des langues orientales. Ab 1952 unterrichtete sie als Lehrerin für Französisch, Geschichte und Geographie an einem berufsbildenden Collège im Raum Paris. Von 1958 bis 1963 war sie als Forschungsmitarbeiterin am Centre national de la recherche scientifique (CNRS) tätig. 
Mit Arbeiten über die Ötztaler Alpen und den Südföhn im Raum Innsbruck, die mit einer Silbermedaille der Société de Géographie ausgezeichnet wurden, erwarb sie 1963 das Doctorat ès lettres (entspricht etwa einer Habilitation) im Fach Geographie. Daraufhin wurde sie Maître de conférences (Dozentin) für Geographie an der Universität Rennes, Außenstelle Brest, und übernahm dort 1965 eine Professur. Zudem gehörte sie ab 1963 dem nationalen Ausschuss des CNRS an und war von 1967 bis 1970 Sekretärin der Sektion für Geographie. 1968 wurde sie Gründungsdekanin der nun selbstständigen Fakultät für Geistes- und Sozialwissenschaften der Universität Brest und war damit die erste Frau als Dekanin in Frankreich. In ihrer Amtszeit wurde 1969 das Zentrum für bretonische und keltische Forschung (CRBC) in Brest gegründet. 
Nachdem Alice Saunier-Seïté zwischen 1969 und 1970 eine Professur an der Universität Paris V (Université Paris-Descartes) innegehabt hatte, wechselte sie an die neu gegründete Universität Paris XI (Université Paris-Sud) und fungierte dort zwischen 1970 und 1973 als Direktorin des Institut Universitaire de Technologie (IUT) – das der Weiterbildung von Nichtakademikern dient  – in Sceaux. Im akademischen Jahr 1970–71 war sie zudem Vizepräsidentin der Universität. 1973 wurde sie Rektorin der Académie de Reims und war damit auch die erste Frau an der Spitze einer der regionalen Bildungsbehörden in Frankreich. Diese Position hatte sie bis Anfang 1976 inne.
Nach ihrer fünfjährigen Amtszeit als Regierungsmitglied (siehe unten) war Alice Saunier-Seïté zwischen 1981 und 1994 Professorin für geographische Raumorganisation am Conservatoire national des arts et métiers (CNAM) und war auch dort die erste Frau, die einen Lehrstuhl an dieser renommierten Grande école übernahm. Von 1986 bis 1990 leitete sie die Abteilung für Planungs- und Erschließungswissenschaften am CNAM. Daneben war sie von 1976 bis 1996 Schatzmeisterin und anschließend bis 1998 Präsidentin des Ozeanographischen Instituts in Monaco.
Während Saunier-Seïté ihre akademische Karriere hauptsächlich auf dem Gebiet der Geographie machte, fand sie auch als Historikerin Anerkennung und stand als solche u. a. Emmanuel Le Roy Ladurie und Marc Fumaroli nahe. Sie wurde 1995 als Nachfolgerin des verstorbenen Bernard Chenot Mitglied der Académie des sciences morales et politiques. Außerdem übernahm sie Funktionen in weiteren Gelehrtengesellschaften wie der Commission du Vieux Paris und der Société de Géographie.

## Politische Karriere
Parallel zu ihrer wissenschaftlichen Laufbahn engagierte sich Saunier-Seïté in der Kommunalpolitik. Sie wurde 1971 in den Gemeinderat des korsischen Dorfes Manso (dem Heimatort ihres zweiten Ehemanns) gewählt, dessen stellvertretende Bürgermeisterin sie zudem von 1977 bis 1983 war. Sie gehörte der liberal-konservativen Fédération nationale des républicains indépendants (FNRI) an, der Partei von Valéry Giscard d’Estaing, die sich 1977 in Parti républicain (PR) umbenannte. Von 1978 bis 1982 war die stellvertretende Generalsekretärin dieser Partei. Die PR war ab 1978 ein Bestandteil des bürgerlichen Parteienbündnisses Union pour la démocratie française (UDF), das die Präsidentschaft Giscard d’Estaings unterstützte.
Am 12. Januar 1976 wurde Alice Saunier-Seïté als Nachfolgerin ihres Parteikollegen Jean-Pierre Soisson zur Staatssekretärin für Universitäten (Secrétaire d’État aux universités) im Kabinett Chirac I ernannt. Während der Präsidentschaft Valéry Giscard d’Estaings (1974–1981) war die Zuständigkeit für Universitäten aus dem Bildungsministerium ausgegliedert, sodass sie als Staatssekretärin unmittelbar dem Premierminister unterstand. Diesen Posten behielt sie auch in den Regierungen Barre I und II. Durch ein Dekret vom 10. Januar 1978 wurde ihre Position zur Ministerin für Universitäten (Ministre des universités) aufgewertet. Dieses Amt bekleidete sie auch im dritten Kabinett Barre. Auf Anordnung Saunier-Seïtés wurde 1980 die Universität Paris VIII gegen den Widerstand von Studenten und Personal von Vincennes nach Saint-Denis verlegt. Nach dem Rücktritt von Monique Pelletier übernahm sie am 4. März 1981 zusätzlich den Posten als beigeordnete Ministerin beim Premierminister, zuständig für Familie und Frauen (Ministre délégué auprès du Premier ministre, chargé de la famille, et de la condition féminine), den sie bis zum Ende von Barres Amtszeit innehatte. Mit dem Regierungswechsel nach der Wahl des Sozialisten François Mitterrand zum Staatspräsidenten schied sie am 14. Mai 1981 aus der Regierung aus. Das eigenständige Amt einer Universitätsministerin wurde von der linken Nachfolgeregierung abgeschafft und der entsprechende Zuständigkeitsbereich wieder in das Ministerium für nationale Bildung eingegliedert. Erst 1993 wurde erneut ein eigenes Ministerium für Hochschulbildung und Forschung geschaffen.
Neben ihrer Lehrtätigkeit war sie von 1983 bis 2002 Mitglied des Stadtrates von Paris und befasste sie dort zunächst mit Verkehrs-, Polizei- und Sicherheitsfragen, ehe sie später Vorsitzende des Ausschusses für Stadtplanung und Wohnungswesen war. Außerdem war sie Beigeordnete des Bezirksbürgermeisters im 6. Arrondissement von Paris. Von 1983 bis 2001 war Saunier-Seïté Vizepräsidentin des Verwaltungsrats der Talsperrenverwaltung im Seinebecken. Daneben engagierte sie sich in der nationalen Bewegung der Kommunalpolitiker (Mouvement des élus locaux), war von 1983 bis 1990 deren stellvertretende Vorsitzende, anschließend bis 1998 Vorsitzende und danach Ehrenvorsitzende. Sie setzte sich für die Einrichtung einer eigenen Krankenkasse (mutuelle des élus locaux) und Rentenkasse für Lokalpolitiker (Caisse de retraite des élus locaux) ein, der sie jeweils von 1991 bzw. 1993 bis 1998 vorstand.

## Privatleben
In erster Ehe war Saunier ab 1947 mit dem früheren Résistancekämpfer und späteren Physikprofessor Elie-Jacques Picard (1920–2007) verheiratet, mit dem sie zwei Söhne (geboren 1953 und 1956) hatte. Nach der Scheidung heiratete sie 1968 in zweiter Ehe Jérome Seïté, einen hohen Beamten des Bildungsministeriums, der 1972 verstarb.

## Auszeichnungen (Auswahl)
- Kommandeur der Ehrenlegion
- Großoffizier des Ordre national du Mérite
- Kommandeur des Ordre des Palmes Académiques
- Kommandeur des Ordre des Arts et des Lettres

## Veröffentlichungen (Auswahl)
Alice Saunier-Seïté verfasste neben ihrer Lehrtätigkeit und politischen Laufbahn zahlreiche Bücher, die sich mit geographischen und historischen Themen, aber auch Persönlichkeiten wie François-Antoine Boissy d’Anglas, François II. de Tournon und Maria von Courtenay beschäftigten. Zu ihren Werken gehören:
- Les Vallées septentrionales du massif Oetztal, Autorenname Alice Picard, 1963
- Contribution à l’étude du Suedfoehn d'Innsbruck, Autorenname Alice Picard, 1965
- Le comte Boissy d’Anglas. Conventionnel et pair de France, France Univers, 1980
- En première ligne. De la communale aux universités, Plon, 1982
- Remettre l’État à sa place, Plon / Le club Figaro Magazine, 1984
- Une Europe à la carte, Plon / Le club Figaro Magazine, 1985
- Le Cardinal de Tournon, le Richelieu de François Ier. La Voute, Les Deux Mondes, 1998,
- Les Courtenay. Destin d’une illustre famille bourguignonne, France Empire, 1998
- Dictionnaire des monuments d’Île-de-France, 1999
- Giscard à deux voix, Perrin, 2000